# Snoopy, Come Home!
Snoopy, Come Home! (no Brasil: Snoopy, Volte para Casa!, Volte para Casa, Snoopy! ou Snoopy, Volte ao Lar) é um filme estadunidense de animação musical do gênero comédia dramática de 1972, dirigido por Bill Melendez e escrito por Charles M. Schulz baseado na tira em quadrinhos Peanuts.
Trata-se do segundo filme longa metragem para os cinemas baseado nas tiras originais de Schulz, sucedendo A Boy Named Charlie Brown (1969). O filme acompanha o beagle Snoopy que deixa o seu dono Charlie Brown para visitar sua antiga dona, deixando Brown preocupado com a situação, fazendo-o repensar sobre algumas de suas atitudes arrogantes para com o cãozinho; o filme marcou a estreia no cinema do personagem Woodstock, que já marcava presença nas HQs dos Peanuts desde 1967.
O filme teve a trilha sonora composta por Don Ralke, com as canções e letras concebidas por Robert B. Sherman e Richard M. Sherman, dois irmãos compositores que já trabalharam juntos em alguns filmes da Disney como Mary Poppins (1964), The Jungle Book (1967) e Bedknobs and Broomsticks (1971). Produzido pela Cinema Center Films (sendo a última produção desse estúdio), Lee Mendelson/Bill Melendez Productions e Sopwith Productions, foi lançado nos cinemas americanos em 9 de agosto de 1972 pela National General Pictures. Apesar de receber críticas amplamente positivas, Snoopy, Come Home! foi um fracasso de bilheteria, arrecadando apenas US$ 245.073 contra um orçamento de produção de mais de US$ 1 milhão.

## Enredo
O cãozinho beagle Snoopy vive uma vida relativamente tranquila com seu dono Charlie Brown, indo costumeiramente à praia com sua amiga Patty Pimentinha onde brincam e nadam na água do mar alegremente. Contudo, sua vida livre causa irritação em Charlie Brown que percebe que Snoopy está cada vez mais se tornando "independente", saindo e voltando para casa no horário que quiser enquanto Charlie Brown prepara seu jantar todos os dias cada vez mais furioso com isso. Um dia, Snoopy é barrado de entrar na praia por conta de uma nova restrição que proibia cães no local, fazendo-o escrever uma carta para o seu "editor" reclamando sobre a restrição; Patty, que havia marcado de fazer um piquenique com Snoopy na praia, pensa que o cãozinho "deu-lhe um bolo" e se enfurece.
Em outra situação, Snoopy acompanha Charlie Brown e sua irmã Sally em uma biblioteca. Contudo, o cãozinho é expulso por conta do local também não permitir a entrada de cães. Ao voltar para casa, Snoopy cria uma briga com Linus por ter tentado lhe tomar o seu cobertor. Após isso, Snoopy encontra Lucy treinando boxe e ela o convida para uma peleja; após uma intensa luta, Snoopy a beija no rosto e ela responde jogando uma de suas luvas no cachorro.
Enquanto isso, num hospital longe dali, uma garotinha chamada Lila está internada e escreve uma carta para Snoopy. Quando este a recebe ele imediatamente prepara suas malas e chama seu amigo, o passarinho Woodstock, para acompanha-lo numa longa viagem; Charlie Brown fica cada vez mais confuso e passa a se questionar o que levou o cachorro a ir embora. Durante a viagem, Snoopy e Woodstock tentam viajar de ônibus, mas o cão é chutado pra fora do veículo, mais uma vez por conta de uma proibição contra cães. Eles então passam a viajar a pé e encontram uma garotinha que adota os dois compulsoriamente, prendendo Snoopy em uma coleira no quintal e Woodstock em uma gaiola em seu quarto; após um tempo sofrendo com as brincadeiras abusivas da menina, os dois conseguem fugir, retomando a viagem. Naquela noite, eles param para descansar numa floresta onde jantam e dormem num ninho preparado por Woodstock.
Charlie Brown fica cada vez mais preocupado com Snoopy, apesar dos esforços de seus amigos em tentar reanima-lo. Após perguntar a Charlie Brown como ele conheceu Snoopy, Linus decide telefonar para o cuidador de filhotes da fazenda Daisy Hill, onde Charlie adotou Snoopy, para questionar o passado do animal. Linus descobre que, antes de Charlie Brown pegar Snoopy, o cãozinho já tinha sido adotado anteriormente por uma menina chamada Lila, mas quando sua família teve que se mudar eles decidiram devolver Snoopy à fazenda. Linus conta a Charlie tudo o que descobriu e supõe que Snoopy foi morar com Lila por ela estar doente no hospital. Após saberem disso, Charlie Brown e seus amigos passam a se culpar por terem brigado com o cãozinho, o que poderia ter servido como um estímulo para Snoopy ter os deixado.
Snoopy e Woodstock finalmente chegam no hospital, mas se deparam com um novo aviso que proíbe não só a entrada de cães como também de pássaros. Após uma primeira tentativa de Snoopy entrar disfarçado de médico ser frustrada eles conseguem adentrar no quarto de Lila sorrateiramente. Snoopy e Lila finalmente se reencontram e o cão passa a fazer companhia para a menina, embora ainda precise se esconder dos enfermeiros. Com o passar dos dias, o quadro de Lila melhora significativamente e ela o chama para morar de volta com ela; inicialmente o animal recusa, mas após ver o sofrimento dela Snoopy relutantemente concorda. Vendo que o cachorro ainda está apegado com seu atual dono, Lila permite que Snoopy volte para casa para se despedir de seus amigos e depois vir morar com ela assim que a menina receber alta.
Quando o cão volta para casa, Charlie Brown o avista escrevendo uma carta em sua máquina de escrever e corre para recepciona-lo, mas Snoopy lhe entrega a carta onde avisa que irá embora para sempre, decidindo ficar com Lila. Na carta, Snoopy agradece o carinho de seus amigos lhe deixando alguns de seus pertences como um bastão de croquet e um jogo de xadrez para Linus e sua coleção de discos para Schroeder. As crianças então dão uma grande e chorosa festa de despedida para Snoopy, cada uma trazendo um presente (que acabam sendo somente ossos). Durante um discurso final, as crianças mais próximas de Snoopy se oferecem para dizer algumas palavras em sua homenagem; ao chegar a vez de Charlie Brown, este apenas chora desesperadamente. No dia de sua partida, Snoopy disponibiliza sua casinha de cachorro para venda ou aluguel, se despede de Woodstock e dá um último abraço em Charlie Brown. Depois que Snoopy vai embora, Charlie Brown não consegue mais dormir nem comer de tamanha saudades.
Quando Snoopy chega ao prédio de Lila no dia seguinte, ele vê uma placa de aviso ao lado da porta da frente que proíbe cães no edifício. Isso causa uma grande felicidade para Snoopy pois agora ele tem uma desculpa para voltar para Charlie Brown. Quando Lila desce para recebe-lo Snoopy mostra o aviso à menina, que não sabia da proibição de cães no local. Lila não tem outra escolha a não ser permitir que Snoopy vá embora. Ele retorna alegremente para a casa de Charlie Brown, sendo avistado por Woodstock que o recepciona euforicamente. De volta para casa, as crianças ficam radiantes ao ver o retorno de Snoopy, carregando-o de volta para sua casinha de cachorro no quintal de Charlie Brown. Chegando lá, usando sua máquina de escrever, Snoopy exige que as crianças devolvam os pertences que ele lhes deu anteriormente. A turma, irritada com isso, deixa Charlie Brown e Snoopy sozinhos. Charlie Brown posteriormente também se afasta irritado, enquanto os créditos finais são datilografados por Woodstock e ditados por Snoopy.

## Elenco
- Bill Meléndez como Snoopy e Woodstock (grunhidos de ambos)
- Chad Webber como Charlie Brown
- Robin Kohn como Lucy van Pelt
- Stephen Shea como Linus van Pelt
- David Carey como Schroeder
- Johanna Baer como Lila
- Hilary Momberger como Sally Brown
- Chris deFaria como Patty Pimentinha
- Linda Ercoli como Clara, a garota obcecada por animais que compulsoriamente adota Snoopy e Woodstock.[nota 1]
- Linda Mendelson como Frieda

## Produção

### As "falas" de Snoopy
Snoopy, Come Home! marcou a primeira vez que os pensamentos de Snoopy são totalmente comunicados ao público fora das histórias em quadrinhos. Isso foi conseguido fazendo com que suas falas fossem digitadas na sua máquina de escrever para aparecerem na parte de cima da tela, dando ao espectador acesso total aos seus pensamentos. Quando Snoopy não estava com o equipamento em cena, Schulz optou por silenciar totalmente o personagem, exceto por alguns grunhidos e rosnados flexionados. Os balões de pensamento de Snoopy, embora frequentes nas tiras originais, não foram utilizados ou dublados nos projetos animados.

### Música
O filme foi o único projeto de animação dos Peanuts produzido durante a vida de Vince Guaraldi (1928–1976) que não continha uma partitura musical do famoso compositor de jazz. Guaraldi havia composto as trilhas de todos os especiais de animação anteriores dos personagens de Schulz para a televisão, bem como no filme anterior A Boy Named Charlie Brown, que marcou a estreia dos personagens nos cinemas.
A música para este filme foi fornecida pelos irmãos Sherman, Richard e Robert, então famosos por terem contribuído em projetos anteriores da Disney. Schulz disse que isso era um experimento, já que ele queria dar uma sensação mais comercial de "Disney" para Snoopy, Come Home!. Em 2011, o produtor Lee Mendelson declarou: "Todos acharam que o primeiro filme tinha a mesma 'sensação' dos especiais de TV [...] Nós coletivamente concordamos que esse filme deveria ter uma 'aparência' e trilha sonora mais familiar a um longa-metragem. É por isso que fomos atrás dos Shermans, que na época eram os melhores em sua área para essas coisas".

Schulz disse mais tarde que planejava utilizar os serviços de Guaraldi para o terceiro filme dos Peanuts, Race for Your Life, Charlie Brown, caso o compositor não tivesse morrido repentinamente em fevereiro de 1976 de ataque cardíaco. Um álbum de trilha sonora do filme foi lançado pela Columbia Masterworks.

Todas as faixas escritas e compostas por Robert B. Sherman e Richard M. Sherman. 
| N.º | Título                               | Performer(s)                  | Duração |  |
| 1.  | "Snoopy, Come Home"                  | Coro                          |         |  |
| 2.  | "Lila's Theme (Do You Remember Me?)" | Shelby Flint                  |         |  |
| 3.  | "At the Beach"                       | Coro                          |         |  |
| 4.  | "No Dogs Allowed!"                   | Thurl Ravenscroft             |         |  |
| 5.  | "The Best of Buddies"                | Don Ralke & Ray Pohlman       |         |  |
| 6.  | "Fundamental-Friend-Dependability"   | Linda Ercoli                  |         |  |
| 7.  | "Gettin' It Together"                | Don Ralke & Ray Pohlman       |         |  |
| 8.  | "It Changes"                         | Guy Pohlman                   |         |  |
| 9.  | "The Best of Buddies" (Reprise)"     | Don Ralke, Ray Pohlman & Coro |         |  |
| 10. | "Snoopy, Come Home (Reprise)"        | Coro                          |         |  |

## Lançamento
Após ser produzido pelos estúdios Lee Mendelson Film Productions, Bill Melendez Productions (sem créditos de direitos autorais), Sopwith Productions e Cinema Center Films (marcando a última produção deste), o filme foi lançado em 9 de agosto de 1972 nos Estados Unidos pela extinta distribuidora National General Pictures.
Foi televisionado pela primeira vez em 5 de novembro de 1976, através de uma exibição especial da CBS.
No Brasil, o filme recebeu pelo menos três títulos: Snoopy, Volte para Casa! (dublado pela S&C São Paulo), Volte para Casa, Snoopy! (dublado pela Mastersound) e Snoopy, Volte ao Lar.[carece de fontes?]

### Recepção
Snoopy, Come Home! arrecadou US$ 245.073 de bilheteria contra um orçamento de US$ 1 milhão, se tornando um fracasso comercial.
Segundo dados de setembro de 2020, o filme teve uma avaliação de 93% no site de resenhas cinematográficas Rotten Tomatoes, com base em 14 comentários obtendo uma nota média de 7,70/10. O jornal The New York Times declarou: "Este deleite alegre, inteligente e hilário - tudo o que uma história em quadrinhos poderia oferecer para os cinemas - é ainda melhor do que A Boy Named Charlie Brown, que deu início à saga dos Peanuts nas telonas".

### Mídia doméstica
O filme foi lançado nos formatos CED, LaserDisc e VHS em 1984, 1985 e 1992, respectivamente. Em 1995, o filme foi relançado em VHS pela 20th Century Fox Home Entertainment, seguido por um segundo relançamento em 29 de maio de 2001 junto com um DVD em widescreen anamórfico pela Paramount Home Entertainment. Em 2006, o filme foi relançado em DVD em 28 de março daquele ano através de uma parceria entre a Paramount Home Entertainment e a CBS Home Entertainment (que absorveu a antiga Cinema Center Films, que co-produziu o filme nos anos 70). Em novembro de 2016, Snoopy, Come Home! foi disponibilizado pela primeira vez em Blu-ray junto com A Boy Named Charlie Brown.